# سفارة اليونان لدى السعودية
سفارة اليونان لدى السعودية هي الممثلية الدبلوماسية العليا لدولة اليونان لدى المملكة العربية السعودية. تقع السفارة في حي السفارات في الرياض.